# Barabás Árpád (zeneszerző)
Barabás Árpád (Budapest, 1966. március 4. –) Erkel Ferenc-díjas magyar zeneszerző.

## Élete
Zenei tanulmányait a pápai Bartók Béla Zeneiskolában kezdte zongora és ütő szakon.  Utána a Győri Zeneművészeti Szakközépiskola zeneszerzés és zongora szakos tanulója.1984-től 1990-ig a Zeneakadémia zeneszerzés tanszakának hallgatója. Tanárai Bozay Attila, Vajda János, Petrovics Emil és Balassa Sándor voltak.1987-től feloszlatásig a Fiatal Zeneszerzők Csoportjának tagja. Tanulmányai befejezése után a zeneszerzés mellett különböző művészeti iskolákban tanított. Liszt Ferenc Zeneművészeti Egyetem, Jazz tanszék, később ugyanott Zeneelmélet tanszék, a debreceni Kodály Zoltán Zeneművészeti Szakgimnázium, Debreceni Egyetem Zeneművészeti Kar. Jelenleg a budapesti Bartók Béla Zeneművészeti Szakgimnázium zeneszerzés tanára.

## Díjai, elismerései
- 2020 – Erkel Ferenc-díj

## Művei
Kamarazene
- Trio /Hegedű, cselló, zongora/
- Variációk egy Beethoven témára /Hegedű, cselló, zongora/
- Sárkánymese /Szvit hét tételben – zongora, négykezes/
- Európa /Feldolgozások európai népek dalaiból, zongora, négykezes/
- Sonata facile /Zongora, négykezes/
- Sonata in Blues /Rézfúvós kvintett/
- Crossover Game /Harsonakvártett/
- Nocturne /klarinét, zongora/
- Vale /Vonósnégyes/
- Fanfár tokkáta és fúga /Orgona/
- Négy református korálfeldolgozás /Orgona/
- Tokkáta /Orgona/
- 24 bagatell /Zongora/
- Szonáta zongorára
- Szólószonáta fuvolára
- Szonáta trombitára és zongorára
- Szonáta gitárra
- Szonáta klarinétra és zongorára No.1.
- Szonáta klarinétra és zongorára No.2.
- Szonáta fagottra és zongorára
- Szonáta csellóra és zongorára

Zenekari művek
- Marimbaverseny /Versenymű marimbára és zenekarra/
- Blues /Sonata in Blues szimfonikuszenekari változat/
- Tíz filmzene-etűd szimfonikus zenekarra
- Variációk egy Verdi témára /Szimfonikus zenekar/

Vokális művek
- Madrigálok Kányádi Sándor verseire /Öt szólistára, vagy vegyeskarra/
- Három kórusdal Rab Zsuzsa verseire /Nőikar, zongora/ – /Vegyeskar ,zongora/
- Magyar református motetták /Vegyeskar/
- Credo /Vegyeskar/
- Áldj meg minket Úristen! /Vegyeskar/
- 42. zsoltár /Kórus, orgona, kamaraegyüttes/
- Ó, jöjjetek hívek! /Szimfonikus zenekar, orgona, kórus/
- Dinók és emberek /Gyermekkar/

Oratorikus művek
- Christ ist geboren /Kórus, kamarazenekar/
- Fasori kantáta /Kamarazenekar, orgona, kórus, szoprán szóló/
- Megzendült táj /Szimfonikus zenekar, kórus/ – Szabó Lőrinc verseire -

Színpadi kísérőzenék, zenés színházi darabok
- Gergő király Bemutató: 1990. március 9. Arany János Színház (Sz.:Eugen Eschner R.: Kolos István) Felvétel: Magyar Televízió (MTV)1990.
- Julius Caesar Bemutató: 1993. november 1. Debreceni Csokonai Színház /Sz.: Shakespeare R.: Lengyel György/
- A nők iskolája Bemutató:1994. december 16. Zalaegerszegi Hevesi Sándor Színház
- /Sz.: Molière R.: Harsányi Sulyom László/
- Farsang, vagy amit akartok Bemutató:1996. november 25.Kecskeméti Katona József Színház /Sz.: Caragiale R.: Harsányi Sulyom László/
- Balta a fejbe Bemutató:1998. december 20. Budapesti Katona József Színház – Kamra – Szent István Szimfonikus Zenekar, Záborszky Kálmán  /Sz.: Lőrinczy Attila R.: Máté Gábor
- Vesztegzár a Grand Hotelben Bemutató:2002. március 8. „A” Színház Budapest /Sz.: Rejtő Jenő R.: Szinovál Gyula/
- Felújítás bemutatója:2020. augusztus 26. Szép Ernő Színház R.: Szinovál Gyula
- Gulliver Bemutató: 2003. november 24. Tatabányai Jászai Mari Színház /Sz.: Swift R.: Pille Tamás/
- Celestina Bemutató: 2008. november 28. Tatabányai Jászai Mari Színház /Sz.: Fernando de Roias -Lőrinczy Attila R.: Harsányi Sulyom László és Novák Eszter
- Jégszirom Bemutató: 2013. október 31. Pesti Magyar Színház /Sz.: Terje Nordby R: Harsányi Sulyom László
- A kisfiú meg az oroszlánok /Bemutató: 2017. február 10. Móricz Zsigond Színház Níregyháza /Sz: Lázár Ervin R: Harsányi Sulyom László

Filmzenék
- Ó szól-e mi jó /Dokumentumfilm – Docuart – R.: Sós Ágnes (2005)
- Akartam volna mutatni /Dokumentumfilm Gábor Marianne festőművészről – Docuart – R.:Sós Ágnes (2006)
- A dobópápa /Dokumentumfilm Németh Pál dobóatléta edzőről  – Docuart – R.: Sós Ágnes (2007)
- Winkler Márta iskolája / Dokumentumfilm – Docuart –R.: Sós Ágnes(2009)